# Захід-81
Захід-81 (рос. Запад-81) — кодова назва оперативно-стратегічних навчань армії і флоту СРСР, а також країн Варшавського договору, що проходили з 4 по 12 вересня 1981 року на території Білоруського, Київського та Прибалтійського округів, а також в акваторії Балтійського моря. Крім території Радянського Союзу, навчання проводилися також і у декількох дружніх країнах.
У ході навчань відпрацьовувалася наступальна операція, масований десант у тилу умовного супротивника. Оскільки навчання «Захід-81» проходили поблизу кордону з Польщею (де була нестабільна соціально-політична обстановка), вважається, що принагідно зі стратегічними цілями навчання вирішували й актуальні на той момент військово-політичні завдання (відпрацювання можливої операції із введення військ на територію Польщі тощо).
Десантний компонент навчань проходив у березні 1981 року на Борне-Сулинівському полігоні (північ Польщі). Десантники відпрацьовували взаємодію спільно з арміями країн Варшавського договору. Підрозділи ВДВ виконували функції розвідувальних та диверсійних підрозділів. Від Спецназу ГРУ брали участь 4-а та 5-та бригади. Заключною фазою навчань стало десантування 7-ї гвардійської повітрянодесантної дивізії на полігон під Мінськом . Десантувався полк у складі з технікою, зокрема 3-х екіпажів усередині БМД. Цьому передували два тренувальні десантування без техніки. За участь у навчаннях багато пересічних учасників нагороджено орденами та медалями.
Ордени та медалі отримали всі командири бригад, 92% командирів полків, 55% відсотків командирів кораблів 1-го та 2-го рангу та дивізіонів. Навчання завершилися заключним парадом усіх учасників.
Указом ПВС СРСР від 4 листопада 1981 року за підготовку та проведення маневрів «Захід-81» були нагороджені полководницькими орденами:
Суворова 1-го ступеня - Маршал Радянського Союзу Н.В. Огарків.
Кутузова 1-го ступеня: Головний маршал авіації П.С. Кутахов, маршал інженерних військ С.Х. Аганов, маршал артилерії Г.Є. Передільський, генерали армії В.І. Варенніков, Є.Ф. Івановський, Д.С. Сухоруков, генерал-полковник С.І. Постніков.
Нахімова 1-го ступеня: адмірали Н.М. Амелькота І. М. Капітанець.
Кутузова 2-го ступеня: Маршал військ зв'язку А.І. Бєлов, генерал армії П.І. Івашутін, генерал-лейтенанти Н.М. Ахунов, І.А. Гашков, В.М. Лобов, П.М. Масалітін.
Нахімова 2-го ступеня: контр-адмірали Г.М. Авраамов та Е.М. Семенків.
Під час підготовки та проведення навчань у військах мали місце нещасні випадки:
- потонув танк ПТ-76 з двома членами екіпажу (2 особи)  ;
- зазнав катастрофи винищувач-бомбардувальник МіГ-27 (1 особа)  ;
- попадання снаряда САУ в машину управління артилерійської батареї (2 особи)  .

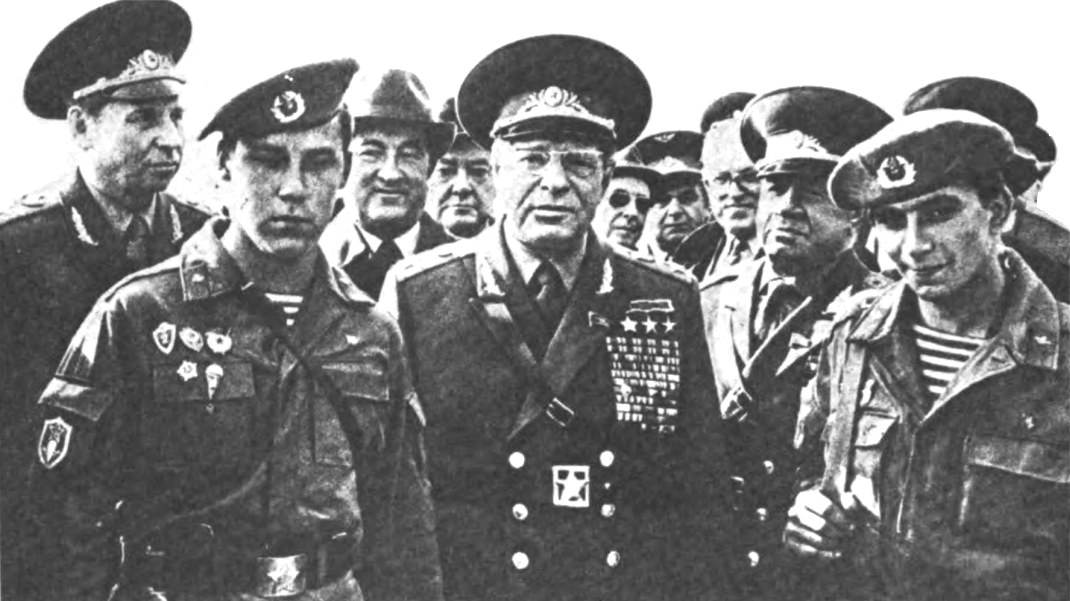
Маршали Радянського Союзу: начальник Генштабу ЗС СРСР М. В. Огарков, міністр оборони СРСР Д. Ф. Устинов, начальник ГоловПУР РА і ВМФ генерал армії О. О. Єпішев
на військових навчаннях «Захід-81».